# Orgilus proprius
Orgilus proprius är en stekelart som beskrevs av Muesebeck 1970. Orgilus proprius ingår i släktet Orgilus och familjen bracksteklar. Inga underarter finns listade i Catalogue of Life.